# ISport International
iSport International är ett stall i racingserien GP2. 
Stallets försteförare Timo Glock från Tyskland vann mästerskapet 2007. Stallets andraförare var då österrikaren Andreas Zuber. Säsongen 2008 kör indiern Karun Chandhok och brasilianen Bruno Senna för stallet.

## GP2-säsonger
| Säsong | Plats 1 | Förare 1       | Poäng | Plats 2 | Förare 2      | Poäng |
| ------ | ------- | -------------- | ----- | ------- | ------------- | ----- |
| 2005   | 3       | Scott Speed    | 67,5  | 22      | Can Artam     | 2     |
| 2006   | 4       | Timo Glock     | 58    | 6       | Ernesto Viso  | 42    |
| 2007   | 1       | Timo Glock     | 88    | 11      | Andreas Zuber | 30    |
| 2008   |         | Karun Chandhok |       |         | Bruno Senna   |       |